# Pierre Lafitte Ithurralde
Pour les articles homonymes, voir Lafitte et Ithurralde.
Pierre Lafitte Ithurralde ou Piarres Lafitte, né le 21 mai 1901 à Louhossoa et mort le 23 février 1985 à Bayonne, est un prêtre, résistant abertzale, linguiste et académicien basque français de langue basque et française. Nous lui devons la grammaire basque, ouvrage de référence en la matière. D'autre part, en dehors de la grammaire et de la lexicographie, il rédigea également des pièces de théâtre, des poèmes, des biographies et des essais.

## Biographie
Orphelin à l'âge de 7 ans, Pierre Lafitte fait ses études à l'abbaye de Belloc puis rejoint le grand séminaire de Bayonne. Ordonné prêtre en 1924, il devient enseignant au séminaire d'Ustaritz en 1926 et en 1928, il est licencié en lettres et en philosophie.
En 1932, après avoir fait connaissance d'Aitzol (Jose Ariztimuño), Pierre Lafitte va dès lors entretenir des relations étroites avec le nationalisme basque. Il fonde les magazines Le Carillon et, en langue basque, Aintzina (1934) et le journal Herria (1944) avec Louis Dassance. Il dirigea l'un et l'autre pendant de nombreuses années.
Il est nommé à l'Académie de la langue basque en 1952 et l'université du Pays basque le nomme docteur honoris causa en 1982. Le chanoine Pierre Lafitte a publié de nombreux ouvrages dans des domaines variés.
À la mort de Pierre Lafitte en 1985, et selon sa volonté, sa volumineuse bibliothèque fut ainsi répartie : les ouvrages littéraires restèrent au petit séminaire, les ouvrages philosophiques et religieux au grand séminaire, et la bibliothèque basque fut confiée à l’association diocésaine de Bayonne. Pierre Lafitte souhaitait que celle-ci, qui contenait des ouvrages rares et anciens, soit accessible au public, et en particulier aux chercheurs. Ainsi, l’association diocésaine mit-elle en dépôt à la Médiathèque de Bayonne les 4 000 livres et revues de cette bibliothèque basque.

## Publications
Linguistique
- Grammaire basque: navarro-labourdin littéraire, 1944 ;
- Grammaire basque pour tous II - Le verbe basque, 1981 ;
- Diccionario Retana de autoridades de la lengua vasca: Con cientos de miles de nuevas voces y acepciones...y numerosos lexicones comarcales y vocabularios recientes, avec Manuel de la Sota et Lino de Akesolo, La Gran Enciclopedia Vasca, 1976 ;

Narrations
- Murtuts eta bertze: artho churitzetako zonbait ichtorio chahar, La Presse, 1945, 55 pages ;
- Historio-misterio edo etherazainaren ipui hautatuak, 1990 ;

Essais
- Koblakarien legea, 1935)
- Mende huntako euskaldun idazleen Pentsa-bideak, 1974 ;
- Pierre Topet - Etxahun, 1970 ;

Anthologies
- Eskualdunen Loretegia. XVI-garren mendetik hunateko liburuetatik bildua. Lehen zatia (1645-1800), 1931 ;

Théâtre
- Hil biziaren ordenua, 1963 ;
- Santcho Azkarra, 1954 ;

Poésie
- Mañex Etchamendi bertsularia (1972) ;
- Ithurralderen kantuak, 1932, La Presse ;

Articles
- Kantu, kanta, khantore. Kantu, une collection de 360 chansons en collaboration avec Louis Dassance, 1967.

Autres
- Le basque et la littérature d'expression basque en Labourd, Basse-Navarre et Soule, Bayonne, Librairie "Le Livre", 1942, 96 p.;(Aintzina) ;
- Eskual-herriaren alde: (pour le Pays Basque): court commentaire du programme eskualerriste à l'usage des militants, Bayonne, Imprimerie "La Presse", 1933, 43 p. ;